# كوفان لورانس
كوفان لورانس (بالإنجليزية: Covan Lawrence)‏ هو لاعب كرة قدم هندي في مركز الدفاع، ولد في 4 فبراير 1980 في الهند. لعب مع نادي إيست بنغال ونادي ديمبو ونادي سالغاوكار ونادي طيران الهند.